# Tech house
Tech house je subžánr house, který v sobě spojuje prvky minimal techna s emocionálním deep house. Žánr přišel do popředí koncem 90. let v amerických klubech jako soulem ovlivněny detroit techno, které obsahovalo prvky house. Jak řekl jeden kritik z Amazon.com, tento styl spojuje „stabilní techno rytmy se soulem a vlídností housu.“ Termín tech house je údajně vytvořen britským DJem Mr. C.
Na rozdíl od progresivního house, který vznikem na evropské taneční scéně ve stejném čase, tech house nepředstavuje odtržení od elektronické jednoduchosti, ale drží si jinou úroveň, tím, že experimentuje s jednoduchostí subžánrů techna. Dosažením mainstreamové popularity mezi lety 2000 až 2005, se z tech house vytvořil žánr spojený z rázných hudebních stylů, tzv. electro house.

## Subžánry

### Electrotech
Electrotech vznikl v západní Evropě koncem roku 2000 jako výsledek spojení vysoce útočných basů z electroclash s hlavní strukturou tech house. Příklady electrotech jsou: All You Need od Miss Kittin, Keep Control od Sono, This World od Slam a I Want You od Paris Avenue.
V Tomo může být electrotech považován za předchůdce electro house.

### Deeptech
Deeptech je odvozenou formou electrotech, který je silně ovlivněn deep a progresivním house. Žádná definována skladba nedokládá, že deeptech existuje, což značí, že název mohl být vytvořen z různých konceptů, které tvoří „temnou“ atmosféru.

### Pumptech (pumping house)
Pumping (tech) house je další, mnohem úspěšnější subžánr tech house, který vznikl v Jižní Evropě, když trojice „The Biz“, skládající se z DJe Bennyho Benassiho a dvou švýcarských/francouzských zpěváků vytvořily hit Satisfaction koncem roku 2002. Hlavní znak zvuku byl charakterizován modulovaným basovými linkami, minimalistickými údery a těžkými dozvuky použitými v každém riffe nebo robotický hlas. Pumping house dosáhl největší úspěch mezi lety 2003 až 2005, přičemž mnoho evropských producentů (především Vanguard, Royal Gigolos a Global Deejays) vytvořilo své vlastní změny v tomto stylu.